# Peter Manfred Harrer
Peter Manfred Harrer (* 28. April 1971) ist ein österreichischer Politiker der Sozialdemokratischen Partei Österreichs (SPÖ). Seit dem 7. März 2025 ist er Abgeordneter zum Nationalrat.

## Leben

### Ausbildung und Beruf
Peter Manfred Harrer besuchte das Gymnasium Weiz. Ab 2001 studierte er an der Campus 02 Fachhochschule der Wirtschaft in Graz Marketing und Management, das Studium schloss er 2005 mit einer Diplomarbeit zum Thema Trends in der Multi Channel Distribution von Bankdienstleistungen als Mag. (FH) ab. Von 2013 bis 2015 studierte er an der Universität Graz Politikwissenschaft.
Von 1991 bis 1997 war er stellvertretender Filialleiter der Sparkasse in Weiz und 1997/98 Key-Account-Betreuer bei der SPARDAT. Von 1998 bis 2001 war er bei der UNIQA im Außendienst und der Verkaufsschulung angestellt. In der Arbeiterkammer Steiermark arbeitete er von 2001 bis 2005 als Berater für Konsumentenschutz. Danach war er bis 2013 Referent im Landtagsklub der SPÖ Steiermark, bis 2015 leitete er den Budgetdienst der Landtagsdirektion Steiermark. Anschließend fungierte er als bis 2018 als Referent für Kinderbetreuung und Musikschulen im Büro von Landesrätin Ursula Lackner. 2018 übernahm er die Leitung des Referats Darlehensverrechnung in der Finanzabteilung des Landes Steiermark.

### Politik und Funktionen
Harrer fungiert als Ortsparteivorsitzender der SPÖ in Passail, wo er im Juli 2020 unter Bürgermeisterin Eva Karrer zum ersten Vizebürgermeister gewählt wurde.
Bei der Nationalratswahl 2024 kandidierte er für die SPÖ Steiermark hinter Jörg Leichtfried, Karin Greiner, Franz Jantscher und Verena Nussbaum auf Platz fünf im Landeswahlkreis Steiermark. In der XXVIII. Gesetzgebungsperiode rückte er am 7. März 2025 als Abgeordneter zum Nationalrat für Jörg Leichtfried nach, der Staatssekretär im Innenministerium wurde. Im SPÖ-Parlamentsklub wurde er Bereichssprecher für Digitalisierung.